# Iglesia de San Gregorio al Celio
La iglesia de San Gregorio Magno al Celio, también conocida como San Gregorio al Celio o simplemente San Gregorio, es una iglesia italiana del siglo XVII, una iglesia de Roma que forma parte de un monasterio de monjes de la rama camaldulense de la orden benedictina. El 10 de marzo de 2012, se celebró en ella el 1000.º aniversario de la fundación de los camalduleses en 1012, en un servicio de Vísperas al que asistieron prelados anglicanos y católicos y presidido conjuntamente por el papa Benedicto XVI y Rowan Williams, arzobispo de Canterbury. La iglesia es una de las iglesias titulares romanas —ligadas a un cardenal de la iglesia—, correspondiéndole a los Santos Andrés y Gregorio del Monte Celio.
San Gregorio se encuentra en el monte Celio, frente al Palatino. Junto a la basílica y al monasterio hay un convento de monjas y un refugio para personas sin hogar dirigido por la congregación de la Madre Teresa de Calcuta, las Misioneras de la Caridad.

## Historia

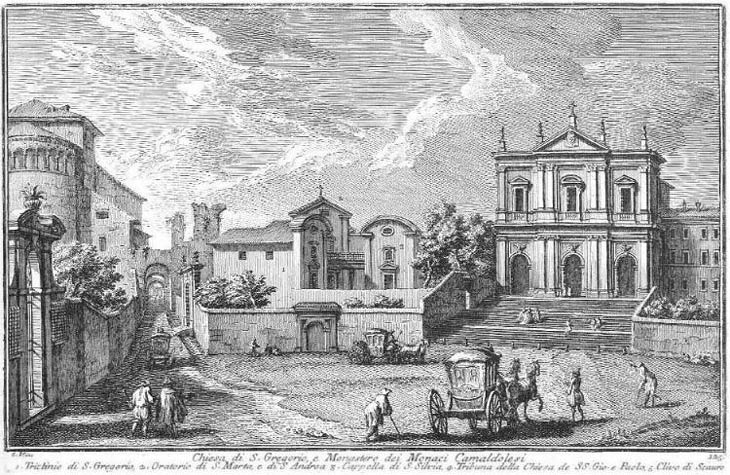
Grabado de la década de 1750 de Giuseppe Vasi (1710-1782)

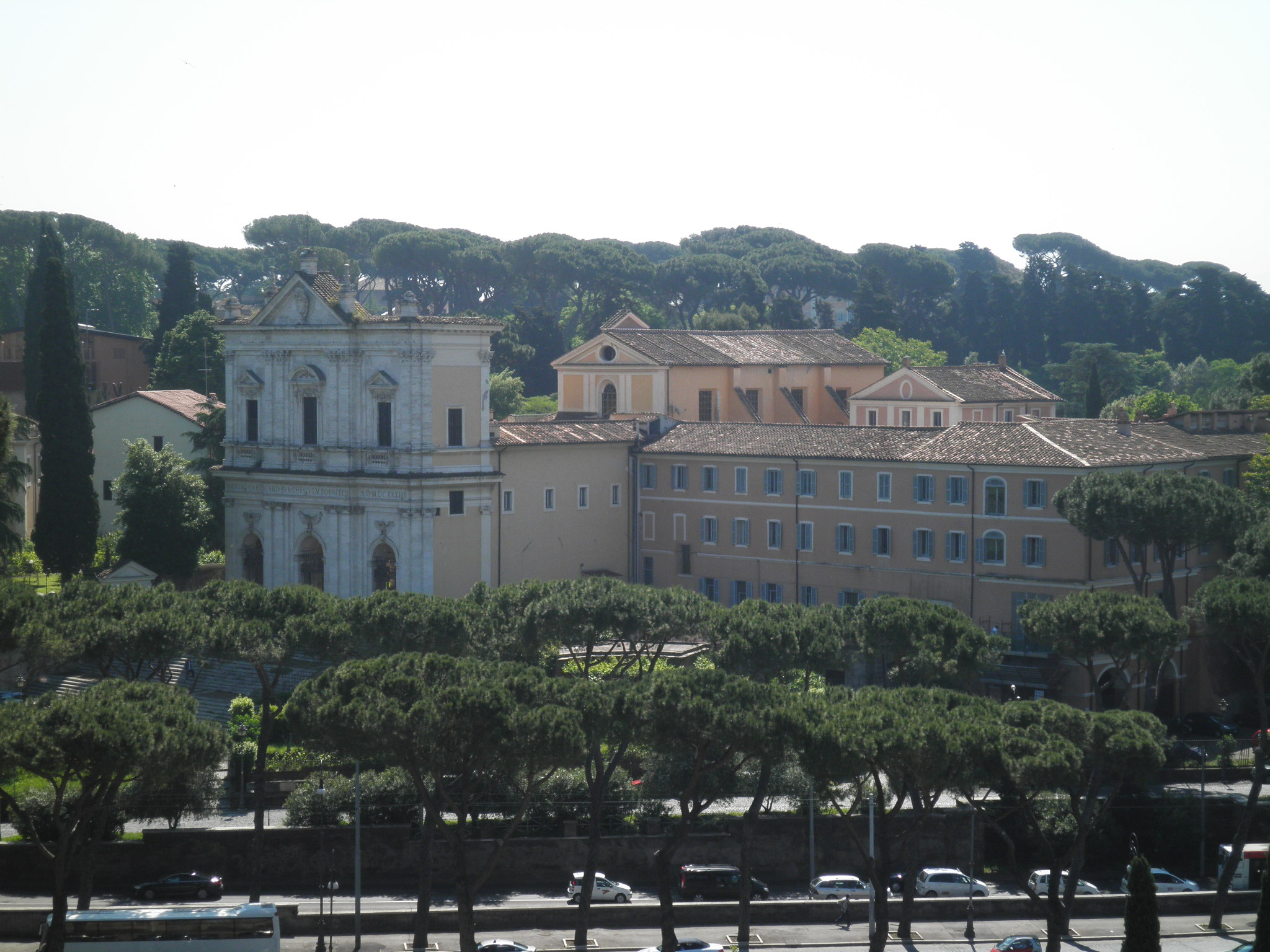
Vista general del complejo monacal

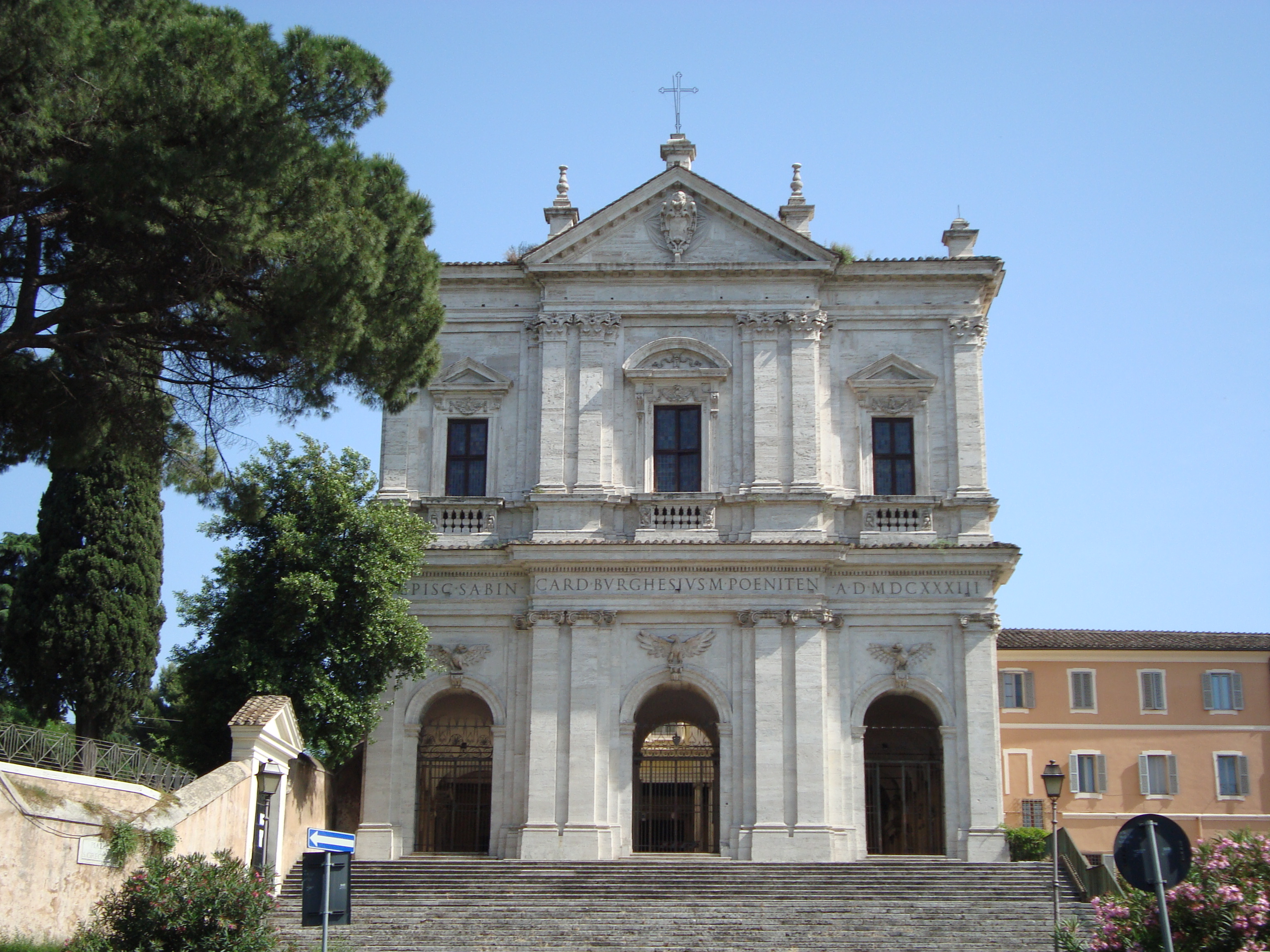
Vista de la fachada

La iglesia tuvo sus inicios como un simple oratorio agregado a una villa suburbana familiar del papa Gregorio I, quien convirtió la villa en un monasterio, ca. 575-580, antes de su elección como papa (590). San Agustín de Canterbury fue prior del monasterio antes de dirigir la misión gregoriana a los anglosajones siete años después. La comunidad estaba dedicada a Andrés el Apóstol. Conservó su dedicación original en documentos medievales tempranos, luego normalmente se registró después de 1000 como dedicada a San Gregorio in Clivo Scauri. El término in Clivo Scauri  reflejaba su sitio a lo largo de la principal vía de acceso, el Clivus Scauri, que subía por la antigua ladera (en latín: clivus)  que se elevaba desde el valle entre la colina Palatina y el Caelian.
La antigua iglesia monacal sirvió como sede de la Elección papal de 1130, en la que se eligió papá a Inocencio II.
La iglesia deteriorada y el pequeño monasterio anexo a ella en la colina ahora aislada pasaron a manos de los monjes camaldulenses en 1573. Esta Orden todavía ocupa el monasterio. Los archivos del monasterio fueron publicados por el abad camaldulense Gian Benedetto Mittarelli en su monumental historia, Annales Camaldulenses ordini S. Benedicti ab anno 970 ad anno 1770  (publicado entre 1755 y 1773).
El edificio actual fue reconstruido en el antiguo sitio según diseño de Giovanni Battista Soria en 1629-1633, por encargo del cardenal Scipione Borghese; el trabajo se suspendió con su muerte y se reanudó en 1642. Francesco Ferrari (1725-1734) diseñó el interior.

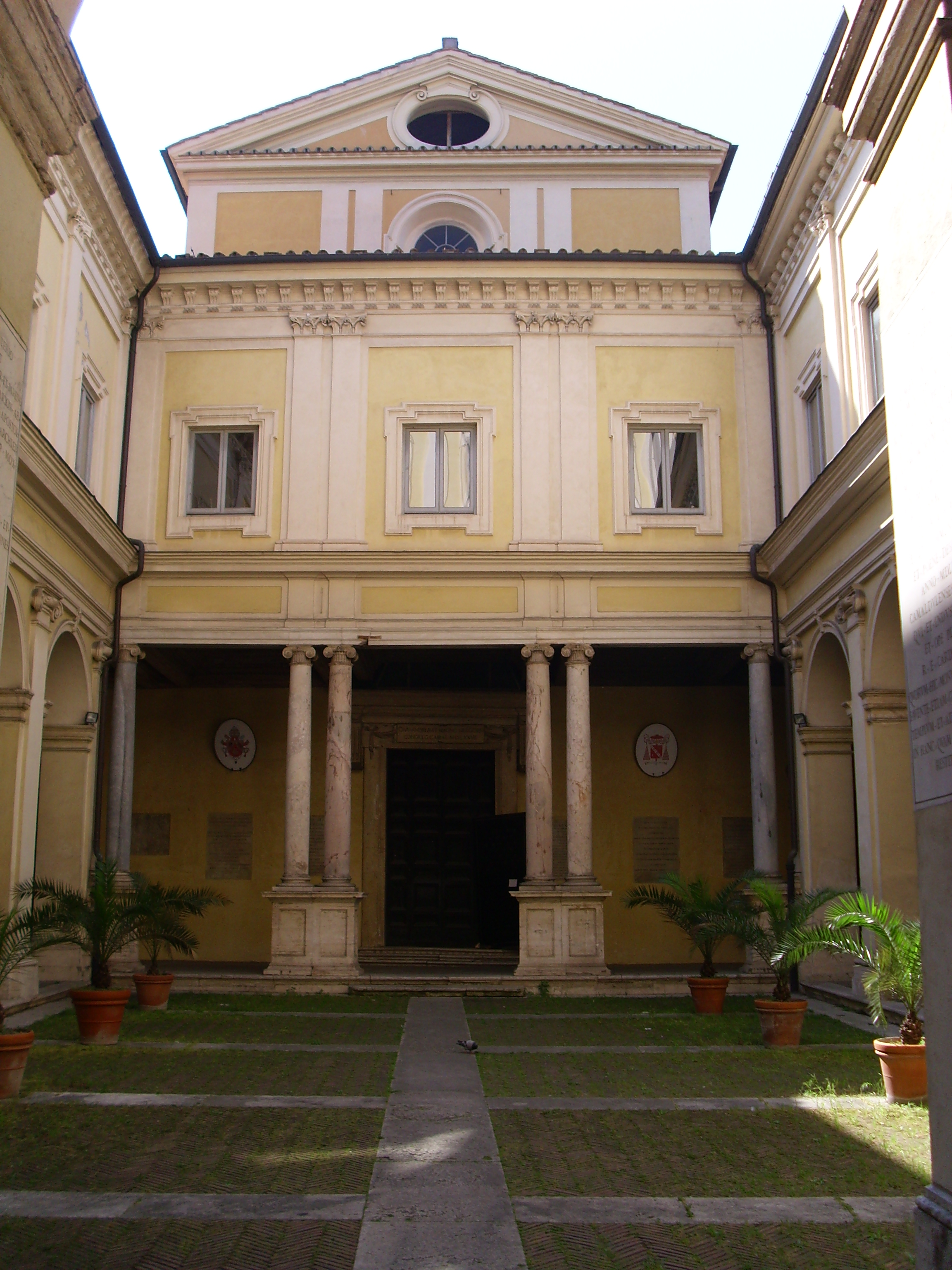
Pórtico de la basílica de Soria, en la parte trasera del patio cerrado, que da acceso a la iglesia.

La iglesia está precedida por una amplia escalinata que se eleva desde la vía de San Gregorio, la calle que separa el monte Celio del Palatino. La fachada, la obra más destacada y artísticamente exitosa de Giovanni Battista Soria (1629-1633), se parece en su estilo y material (travertino) a la de San Luigi dei Francesi de Domenico Fontana; sin embargo, no es la fachada de la iglesia, sino que conduce a un patio delantero o peristilo, en la parte trasera de la cual se puede llegar a la iglesia a través de un pórtico (imagen izquierda) que alberga algunas tumbas: ahí estuvo la de la famosa cortesana Imperia, amante del rico banquero Agostino Chigi (1511), pero que posteriormente fue adaptada para servir como tumba de un prelado del siglo XVII. Se puede distinguir una inscripción en latín que conmemora a sir Edward Carne (c. 1500-1561), el embajador de la reina María I de Inglaterra,un destacado erudito de la cultura y lengua grieg antiguas.
La cathedra de mármol asociada con Gregorio Magno se conserva en la Stanza di S. Gregorio de la iglesia; una reconstrucción perspicaz y precisa de su apariencia antigua fue ilustrada como el trono de Gregorio por Rafael en la La disputa del Sacramento. Los protomos de león-grifo que forman su frente y que aparecen en el fresco de Rafael continúan en los lados en un rollo de acanto. Se pueden ver tres tronos de mármol más del mismo modelo en el Museo Isabella Stewart Gardner, Boston, en Berlín y en el Museo de la Acrópolis. Gisela Richter ha sugerido que todos son réplicas de un original helenístico tardío perdido; ninguna de las réplicas ha conservado la base tallada por separado que habría continuado las patas de los leones, como supuso Rafael.
La iglesia sigue la típica planta basilical, de nave central con dos naves laterales, en este caso separadas por dieciséis columnas antiguas con pilastras. Se han reutilizado otras columnas antiguas: cuatro sostienen el pórtico de la izquierda de la nave que da acceso al antiguo cementerio benedictino, plantado de cipreses antiguos, y cuatro más han sido reutilizadas por Flaminio Ponzio (1607) para sostener el pórtico del oratorio nave central que da al cementerio del otro lado, todavía dedicado a San Andrés.
En la década de 1970, los monjes camaldulenses permitieron a santa Teresa de Calcuta, montar un comedor para los pobres de la ciudad en un edificio anexo al monasterio. Todavía lo mantiene su congregación religiosa, las Misioneras de la Caridad.

## Arquitectura

### Decoración del interior

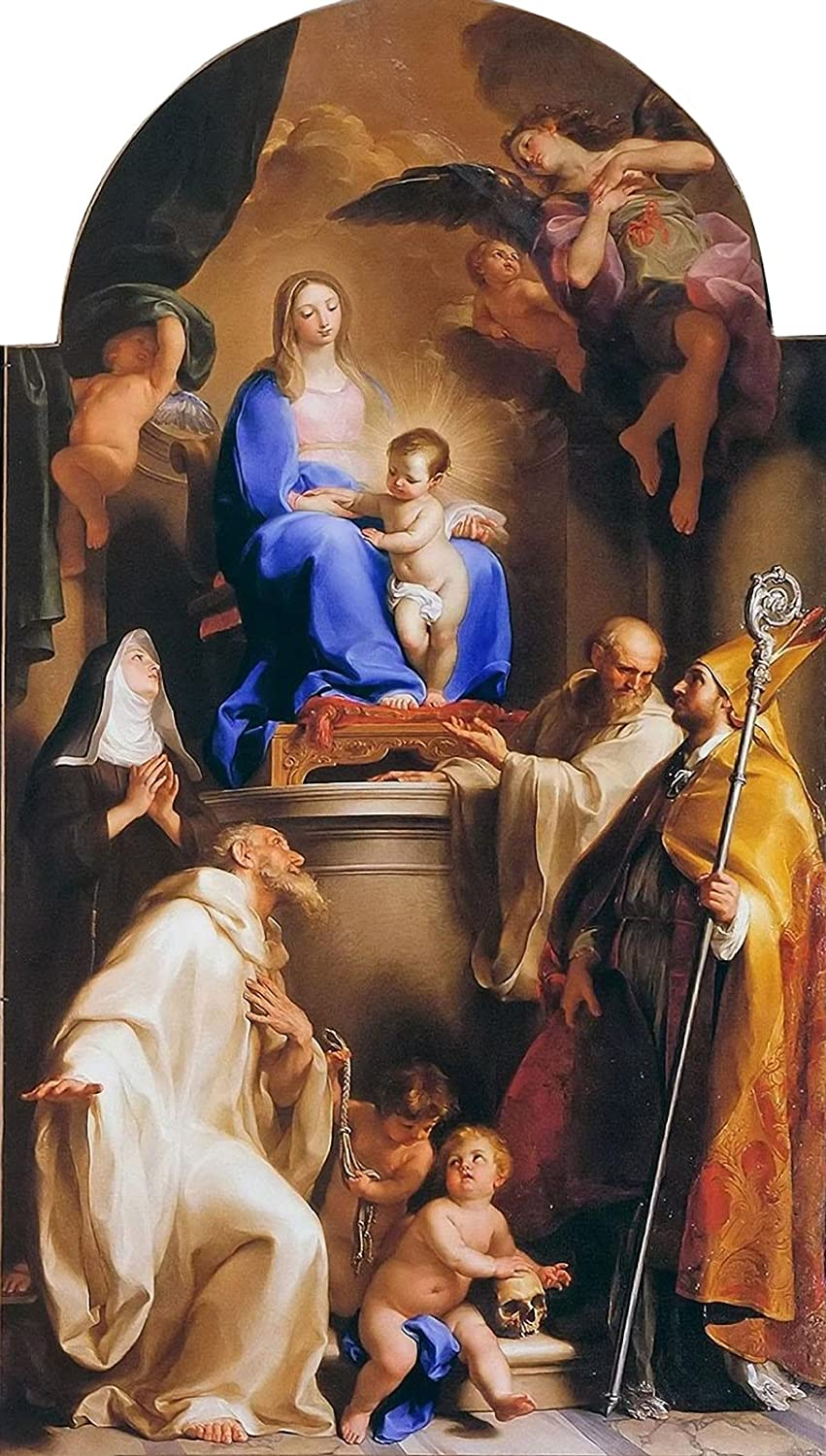
Madonna entronizada con el Niño y los Cuatro Santos de la familia de Gabrielli di Gubbio, de Pompeo Batoni (1732)

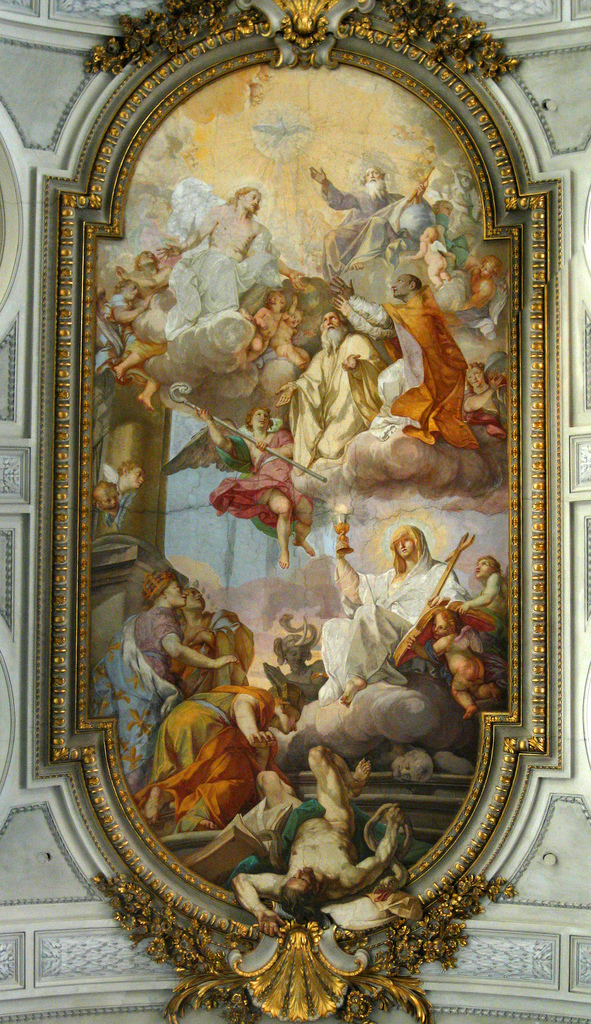
Frescos de la bóveda de la nave de la Gloria de San Gregorio y San Romualdo (arriba) y TTriunfo de la fe sobre la herejía (abajo), obra de Placido Costanzi (1727)

La decoración incluye estucos de Francesco Ferrari (ca. 1725) y un pavimento cosmatesco. La bóveda de la nave central está decorada con un fresco que representa la Gloria de San Gregorio y San Romualdo y el Triunfo de la Fe sobre la Herejía (1727), de Plácido Costanzi. El retablo mayor tiene una Madonna con los Santos Andrés y Gregorio (1734) de Antonio Balestra. El segundo altar, a la izquierda, tiene una Madonna  en un trono con el Niño y cuatro santos y beatos de la familia Gabrielli (1732) de Pompeo Batoni. Al final de la nave, el altar de S. Gregorio Magno tiene tres bellos relieves de finales del siglo XV de Luigi Capponi. También es interesante la Capilla Salviati, diseñada por Francesco da Volterra y terminada por Carlo Maderno en 1600: incluye un antiguo fresco que, según la tradición asociada, le habló a San Gregorio, y un altar de mármol (1469) de Andrea Bregno y pupilos.   La capilla es utilizada por la comunidad rumana de Roma, que sigue allí el rito bizantino.

Vistas del interior
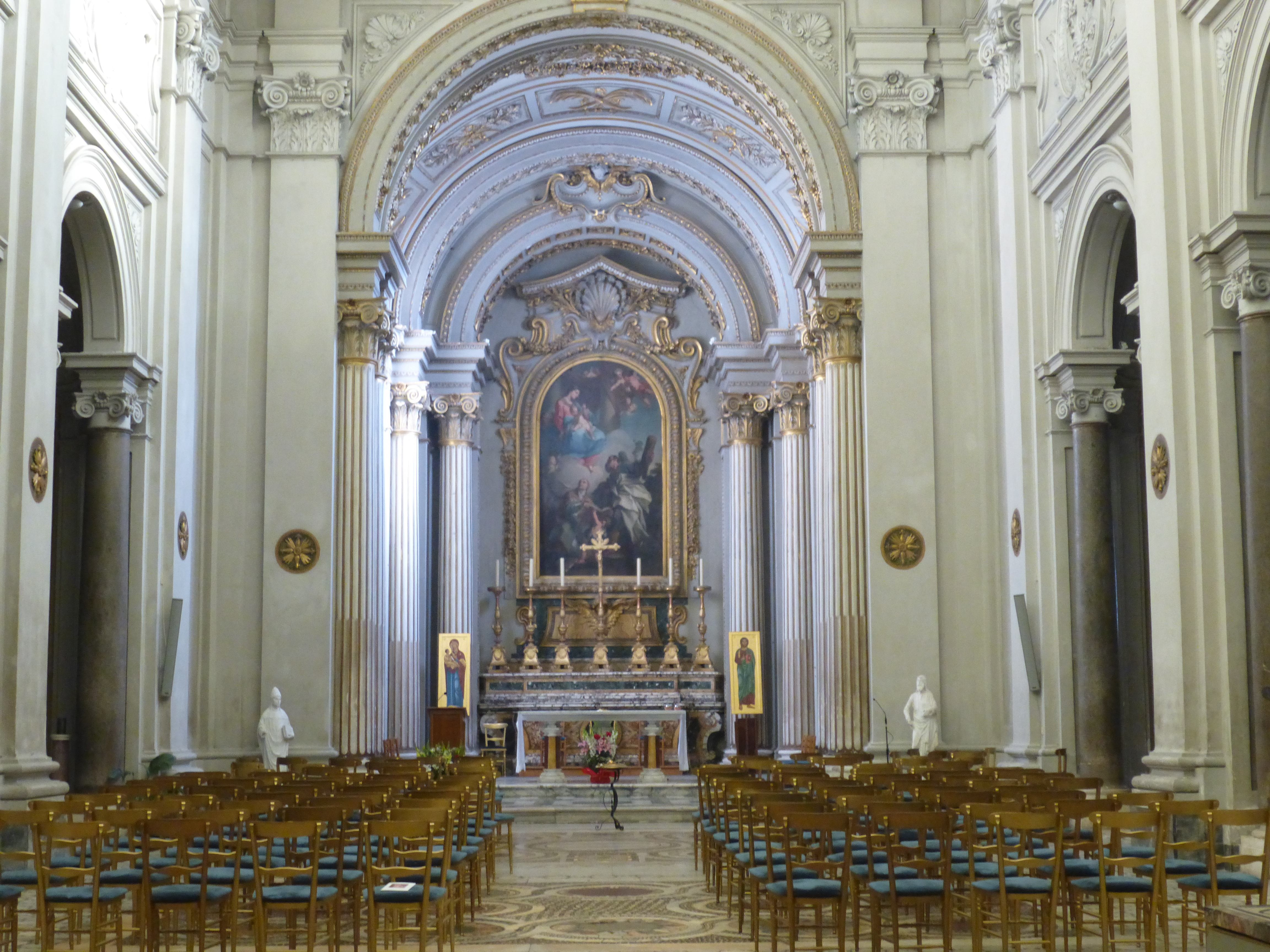
Interior
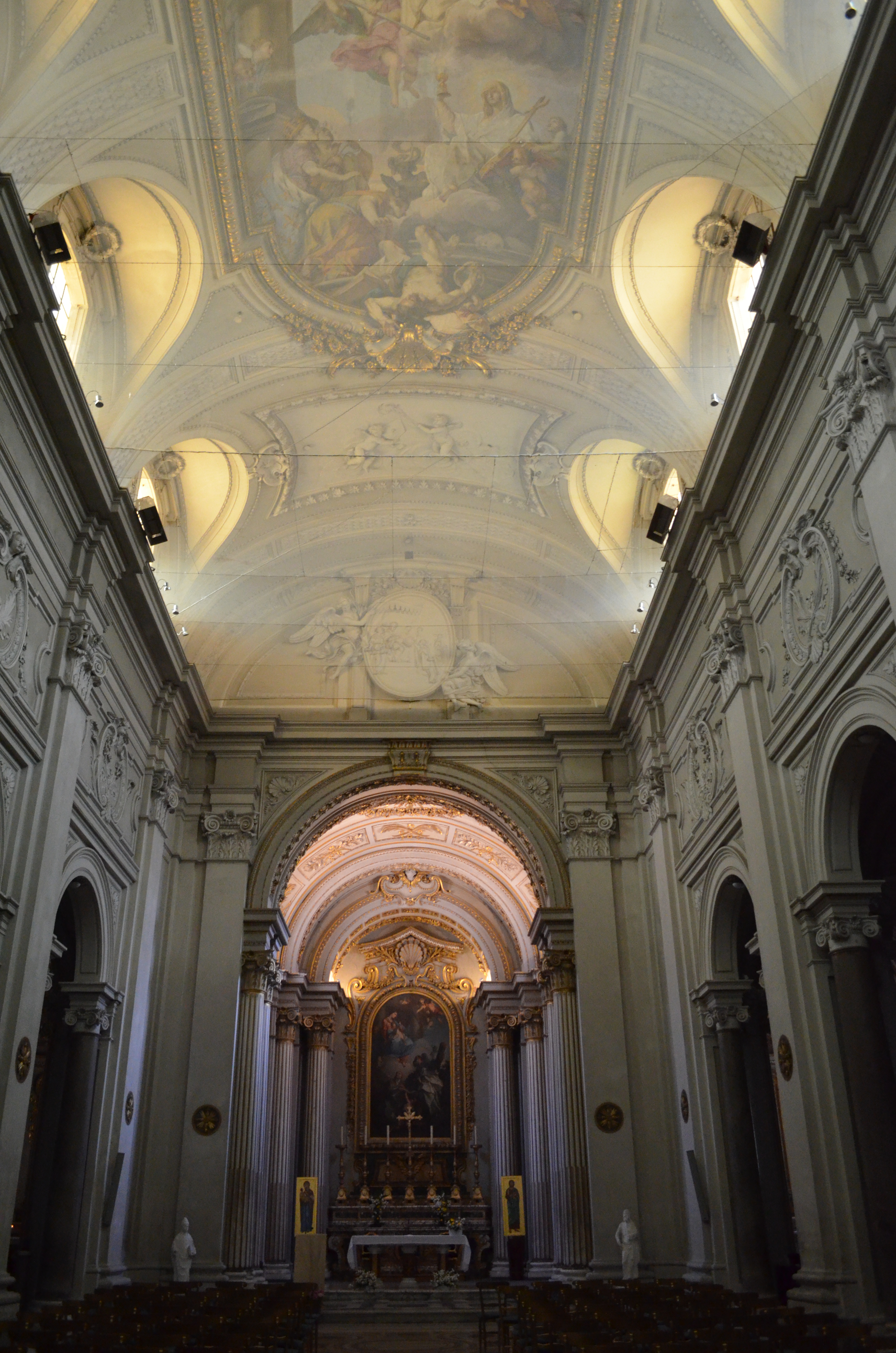
Interior
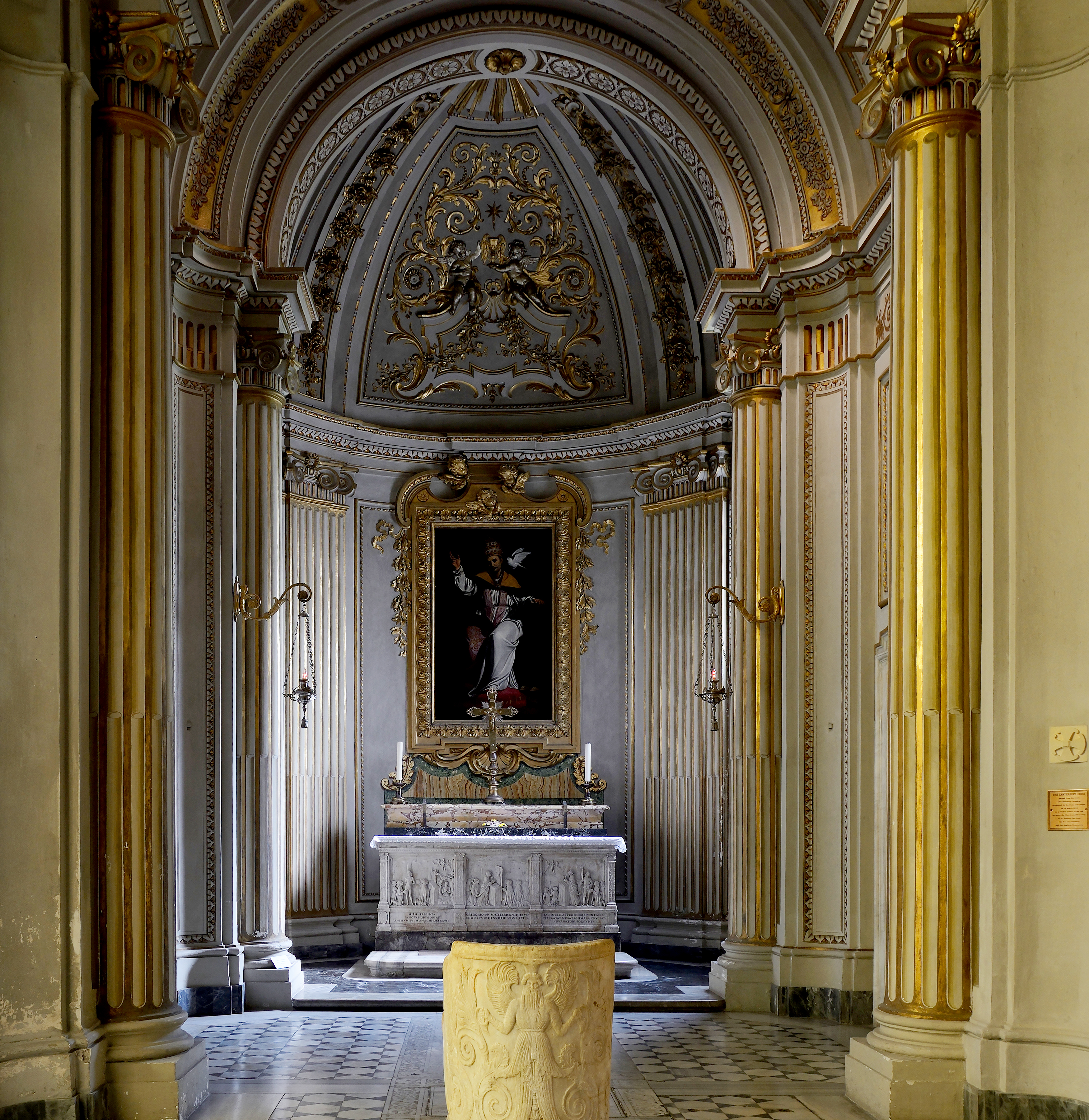
Capilla de San Gregorio
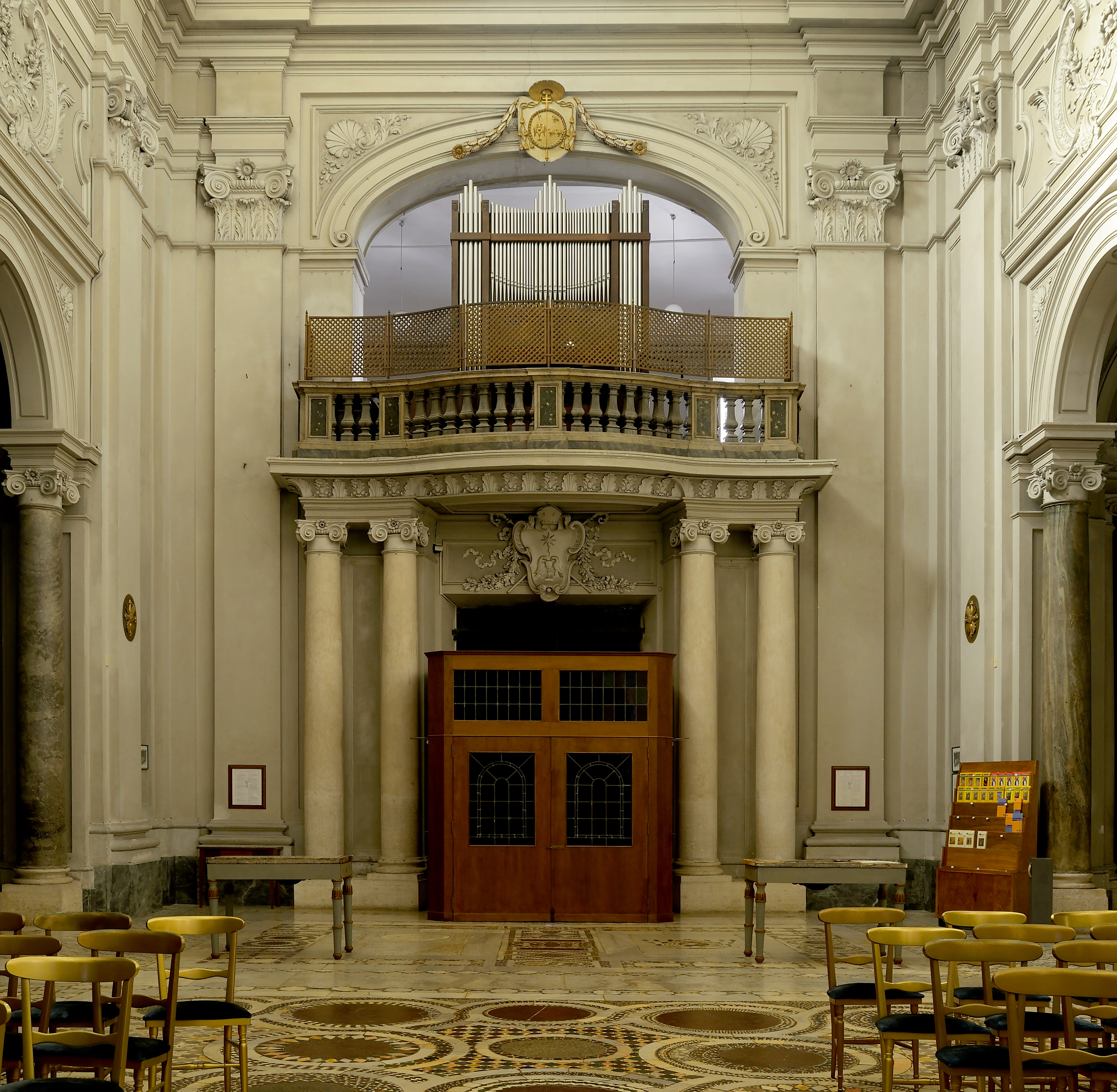
Órgano
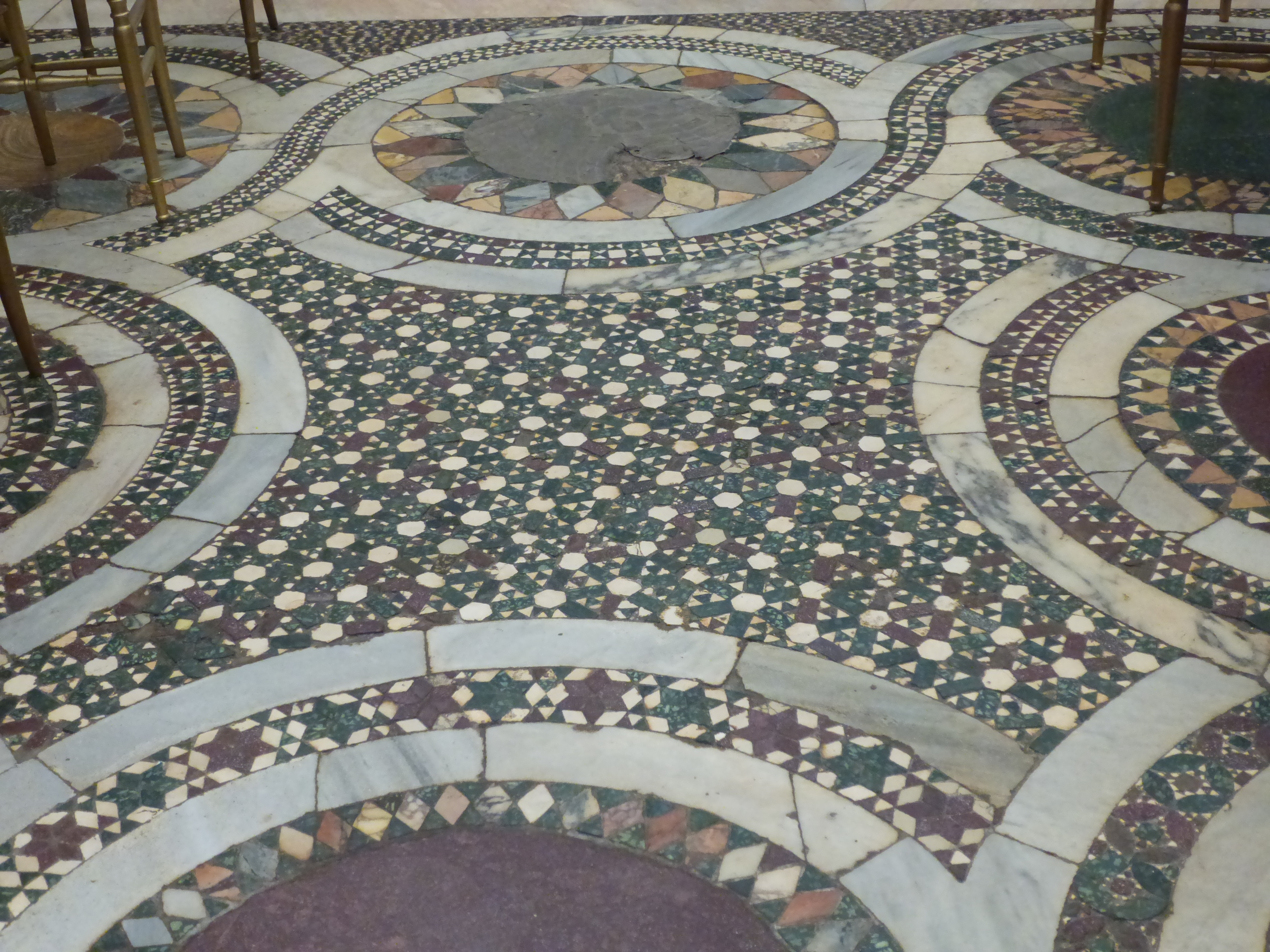
Restos del pavimento cosmatesco
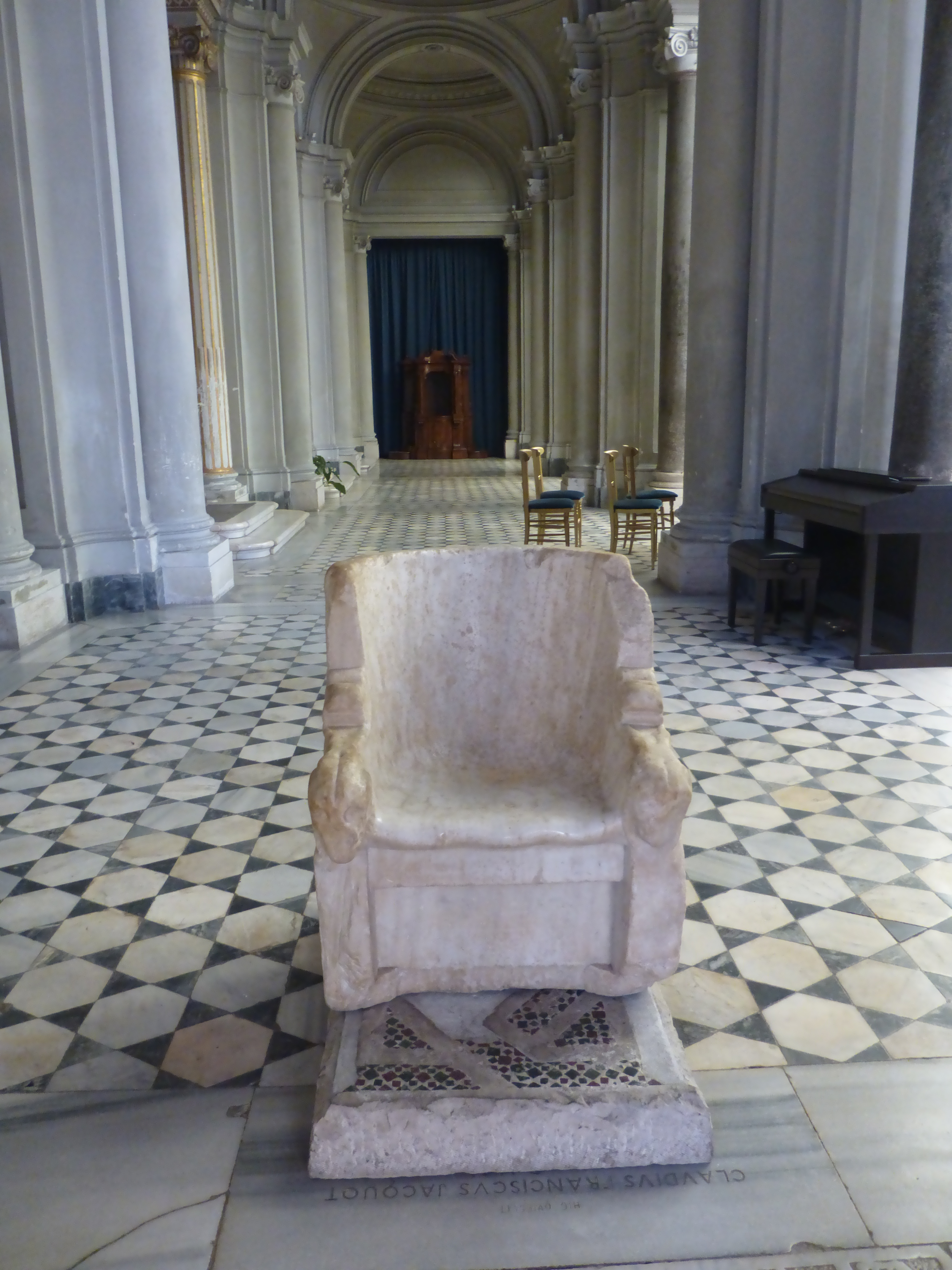
Cathedra de mármol asociada con Gregorio Magno
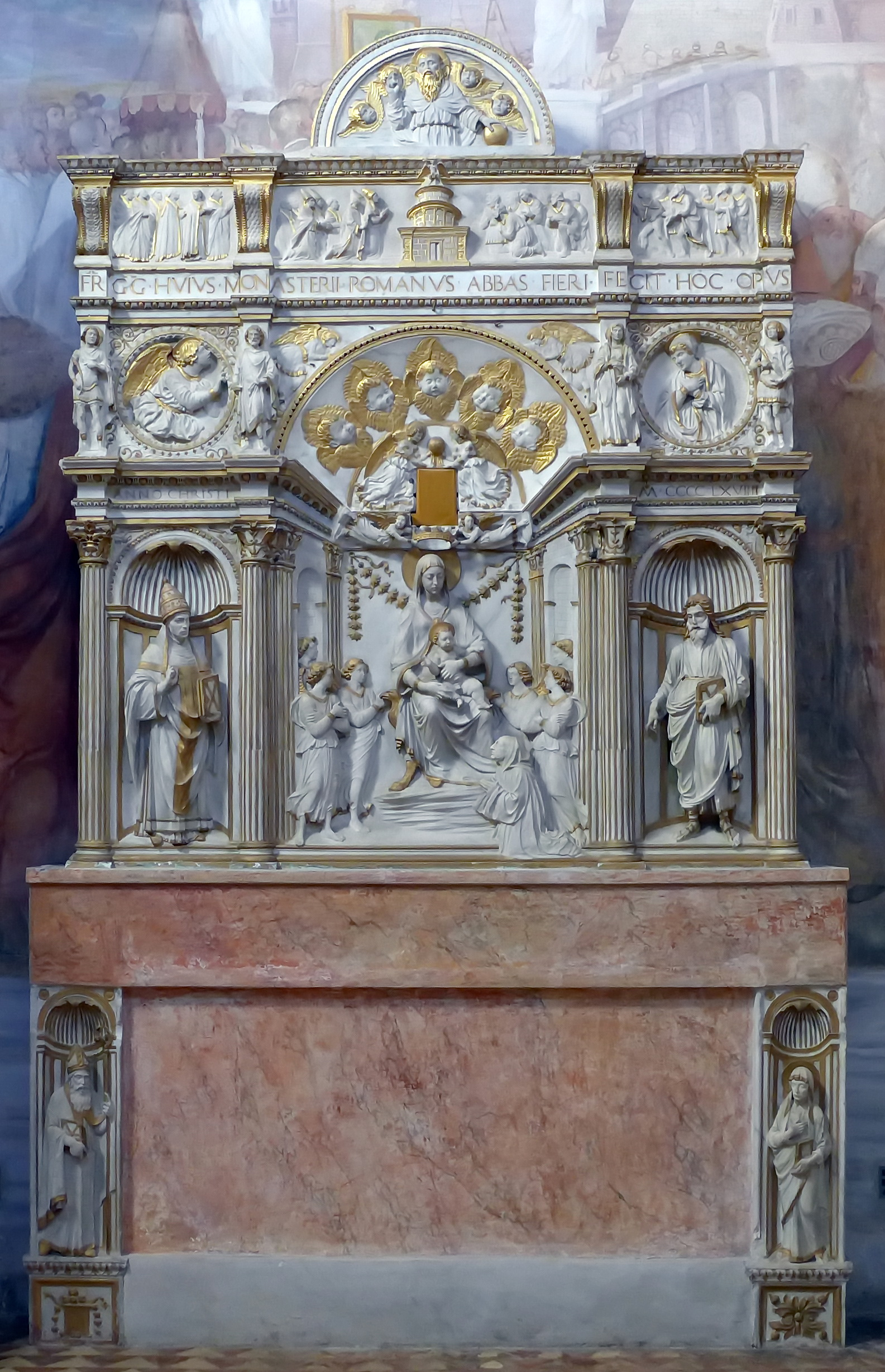
Ciborium del altar de la capilla Salviatti, obra de Andrea Bregno

### Oratorios
A la izquierda de la iglesia, estrechamente agrupados en el jardín, hay tres oratorios encargados por el cardenal Cesare Baronio a principios del siglo XVII, como conmemoración del monasterio original de Gregorio.
- Oratorio de San Andrés, el central, con frescos de la Flagelación de San Andrés de Domenichino; un San Andrés llevado al templo y los Santos Pedro y Pablo deGuido Reni; una Virgen con los santos Andrés y Gregorio, de Cristoforo Roncalli, il Pomarancio; y finalmente S. Silvia e S. Gregorio de Giovanni Lanfranco.

- Oratorio de Santa Silvia, situado a la derecha, y dedicado a Santa Silvia, la madre de San Gregorio: probablemente se encuentre sobre su tumba. Este oratorio tiene frescos de un Concierto de Ángeles, de Reni y David e Isaías de  Sisto Badalocchio. En el centro hay una estatua de Santa Silvia de Nicolas Cordier.

- Oratorio de Santa Bárbara, con frescos (1602) de Antonio Viviani, representa la reconstrucción por el cardenal Baronius (1602) del famoso triclinium donde San Gregorio ofrecía una comida todos los días a una docena de pobres de Roma. En la enorme mesa de mármol sobre bases romanas antiguas, en desacuerdo con la reputación de ascetismo de Gregorio, Juan el diácono dice que un ángel se unió a los doce pobres que se reunieron en la mesa para participar de la beneficencia de Gregorio.[12] Los soportes de mesa de mármol toman la forma de leones alados adornados de cuyas cabezas brotan cuernos de cabra.

Oratorios
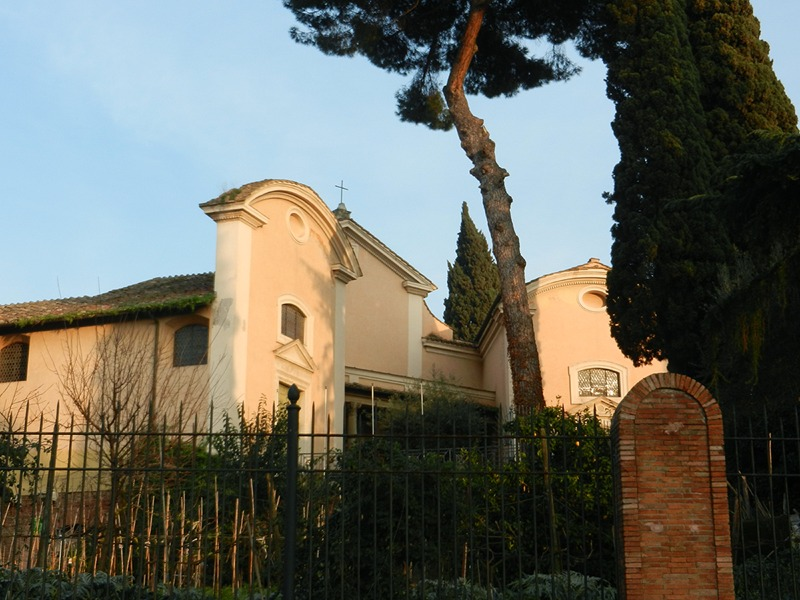
Oratorios, exterior
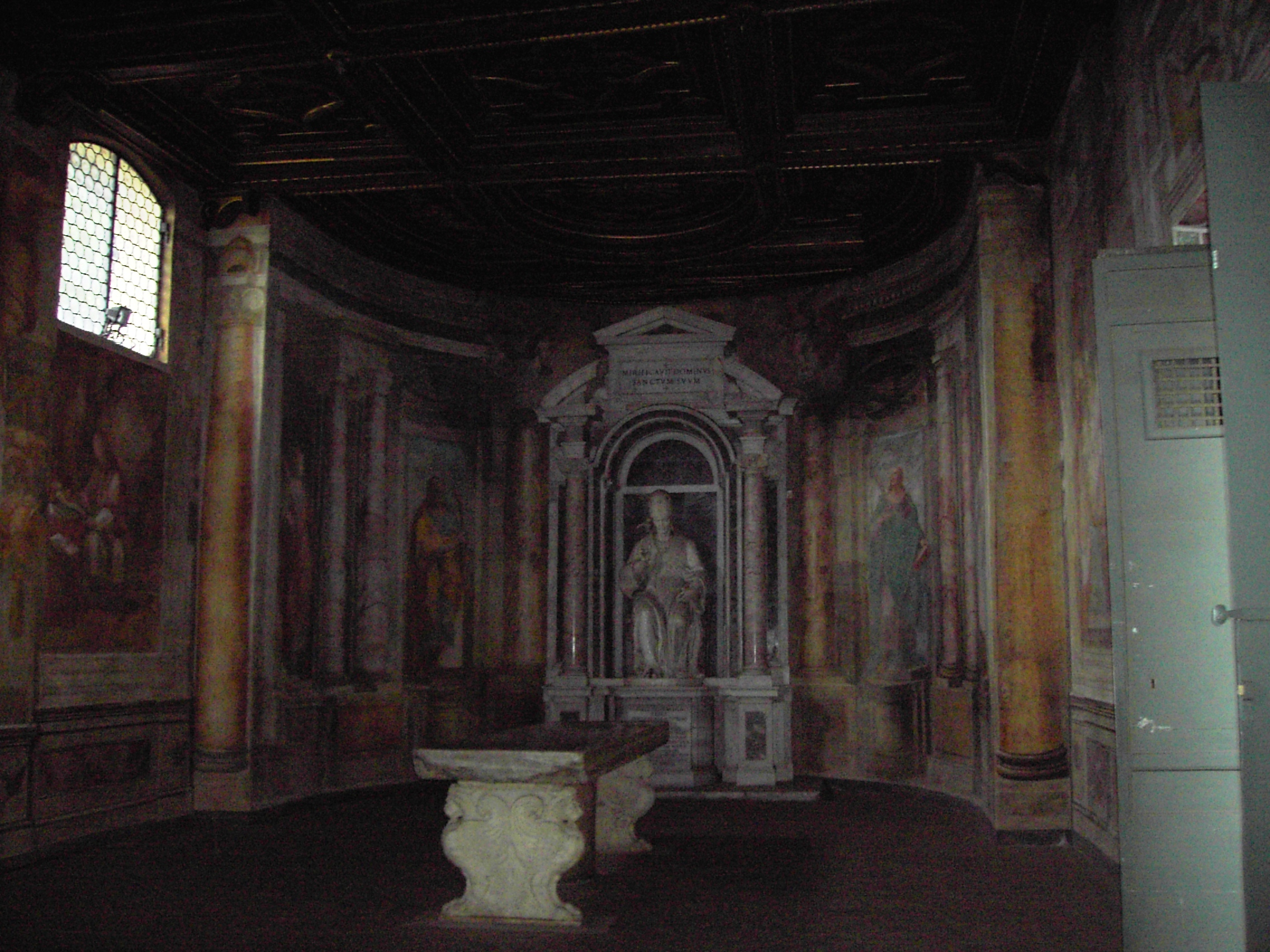
Triclinium de San Gregorio.
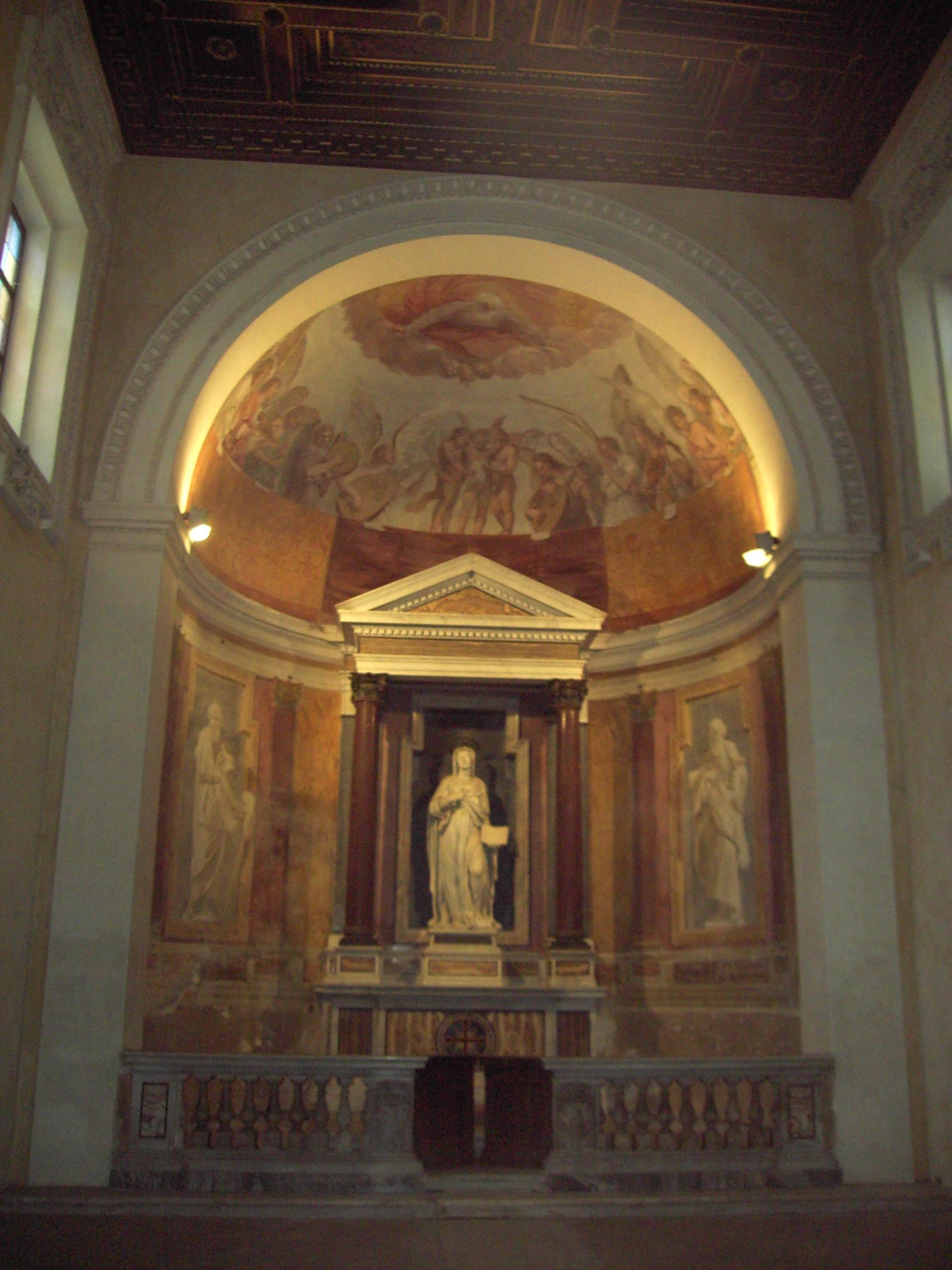
Oratorio de Santa Silvia, con la estatua obra de Nicolas Cordier
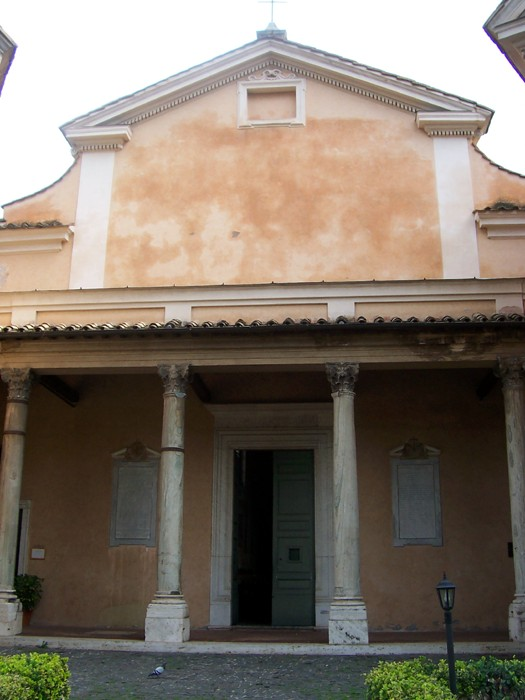
Fachada del Oratorio de San Andrés
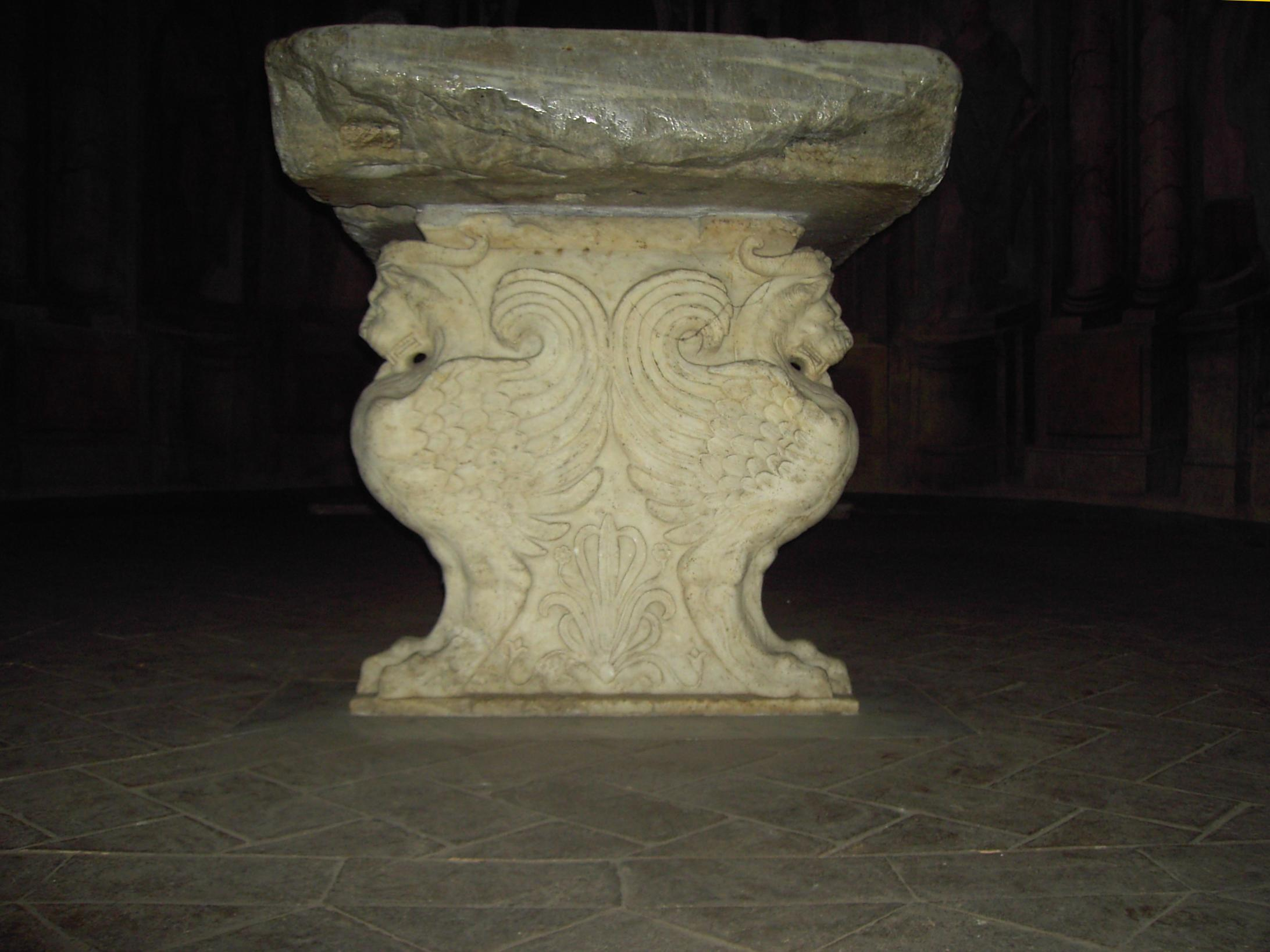
La mensa pauperum, en el oratorio di Santa Barbara

##### Antiguas ruinas romanas
Los cimientos de los oratorios también incluyen algunas subestructuras del período imperial romano, que pueden haber sido simplemente tabernae, pero una de las cuales muestra características llamativas que alientan a algunos expertos a pensar que es un primitivo lugar de reunión cristiano y una piscina bautismal.[cita requerida]

## El descubrimiento de unaAfrodita

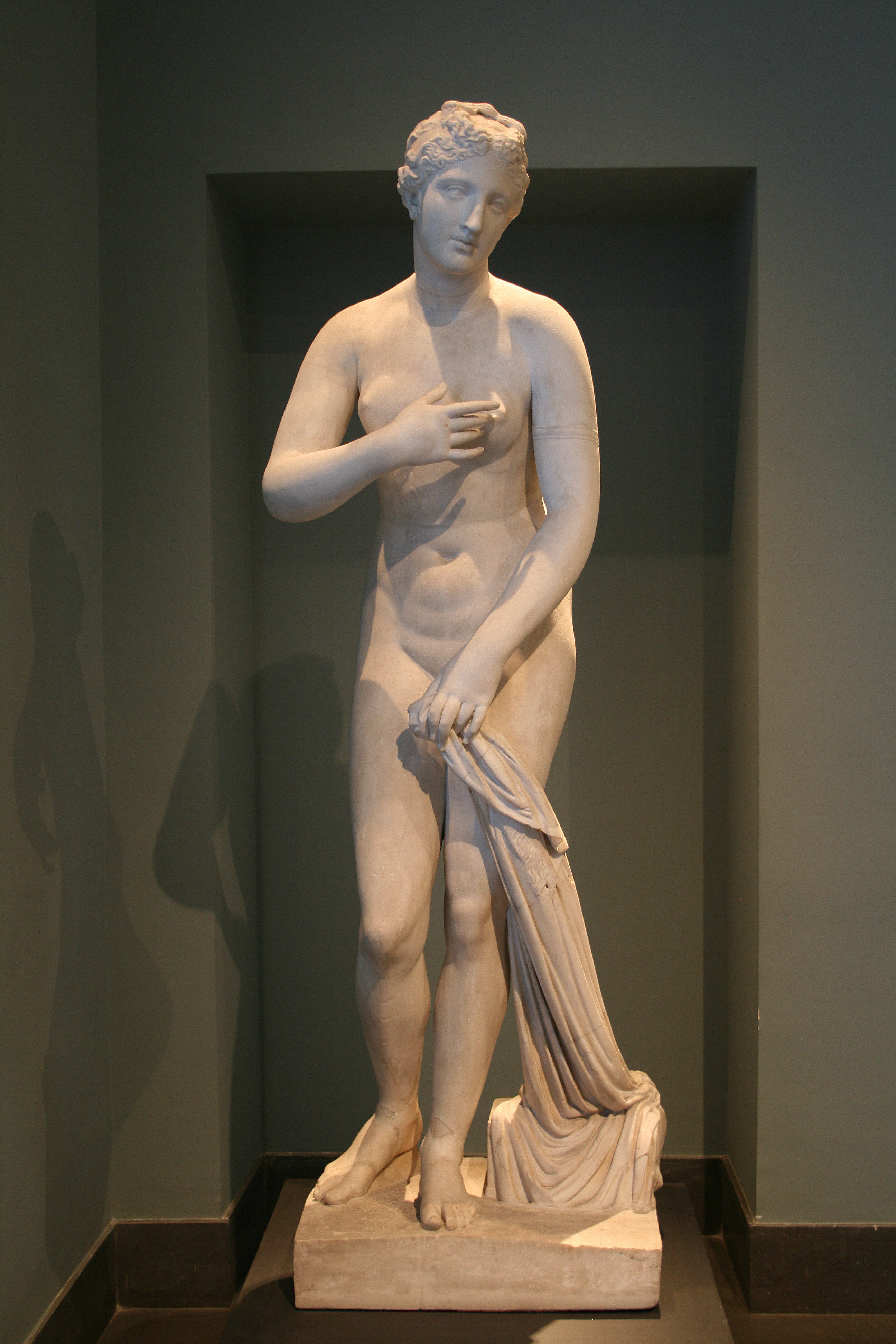
Afrodita de Menofanto descubierta en el lugar.

En los cimientos del monasterio se descubrió la Afrodita de Menofanto, una Venus de mármol grecorromana del tipo de la Venus Capitolina. La escultura pronto pasó a manos de la Casa de Chigi. El célebre historiador del arte Johann Joachim Winckelmann describió esta escultura en su History of Ancient Art  (publicada en 1764). Ahora se encuentra en exhibición en el Museo Nazionale Romano.

## Cardenales-sacerdotes de Santi Andrea y Gregorio al Monte Celio
- Ambrogio Bianchi, O.S.B. (8 de julio de 1839 - 3 de marzo de 1856)
- Michele Viale-Prelà (18 de septiembre de 1856 - 15 de mayo de 1860)
- Angelo Quaglia (30 de septiembre de 1861 - 27 de agosto de 1872)
- Henry Edward Manning (31 de marzo de 1875 - 14 de enero de 1892)
- Herbert Vaughan (19 de enero de 1893 - 19 de junio de 1903)
- Alessandro Lualdi (18 de abril de 1907 - 12 de noviembre de 1927)
- Jusztinián György Serédi, O.S.B. (19 de diciembre de 1927 - 29 de marzo de 1945)
- Bernard William Griffin (18 de febrero de 1946 - 19 de agosto de 1956)
- John Francis O’Hara, C.S.C. (15 de diciembre de 1958 - 28 de agosto de 1960)
- José Humberto Quintero Parra (16 de enero de 1961 - 8 de julio de 1984)
- Edmund Casimir Szoka (28 de junio de 1988 - 20 de agosto de 2014)
- Francesco Montenegro (14 de febrero de 2015 - presente )